# مستشفى دار الشفاء (طرابلس)
مستشفى دار الشفاء (بالإنجليزية: Dar Alchifae Hospital)‏ هو مستشفى يقع في منطقة زيتون أبي سمراء في طرابلس بلبنان، بدأت عملية التأسيس عام 2000 واكتمل العمل عام 2008، وهو مستشفى عام لكافة التخصصات والأقسام، يتميز بمستوى متطور من البناء والتجهيز الطبي.

## الأقسام الطبية
يضم المستشفى الأقسام التالية:
- قسم الأطفال
- قسم غسيل الكلى
- قسم الطوارئ
- قسم الصحة
- قسم العناية المركزة
- قسم المختبر وبنك الدم
- قسم التصوير الطبي
- قسم أمراض النساء والولادة
- قسم اليوم الواحد
- قسم العمليات
- قسم العيادات الخارجية
- قسم الصيدلية
- قسم الأنعاش
- قسم التعقيم
- قسم الجراحة
- قسم العلاج الفيزيائي
- قسم العيون.[3]

## استئصال غدة نخامية
في عام 2013 تم إجراء عملية استئصال الغدة النخامية بالمنظار عبر الجيوب الأنفية في مستشفى الشفاء بطرابلس وتعد هذه العملية هي الأولى من نوعها في شمال لبنان.

## جهاز الرنين المغناطيسي
في عام 2016 بدأ مستشفى الشفاء العمل بجهاز الرنين المغناطيسي الجديد Philips tesla 1,5 والذي يُعد الأول من نوعه في لبنان بأكمله، وحضر افتتاح الجهاز ممثل شركة فيليس الذي ألقى كلمته موضحًا فيها «أن الجهاز يعد الأحدث عالميًا في مجال التصوير الشعاعي الرقمي».

## مجلس إدارة المستشفى
- الدكتور رامي درغام رئيس المجلس
- الدكتور عبد الله البيبتي نائب الرئيس
- الدكتور أحمد خالد المدير العام
- الدكتور ناهد الغزال عضو مجلس
- الدكتور محمود السيد عضو مجلس
- الدكتور فؤاد زيادة عضو مجلس
- الدكتور رامز طنبورة عضو مجلس
- الدكتور نزيه مطرجي عضو مجلس
- الدكتور باسم العلي عضو مجلس.[6]